# Endang Rahayu Sedyaningsih
Endang Rahayu Sedyaningsih (ur. 1 lutego 1955 w Dżakarcie, zm. 2 maja 2012 tamże) – indonezyjska lekarka; minister zdrowia Indonezji w okresie od 22 października 2009 r. aż do śmierci 2 maja 2012 r.